# Laguna Quexil
Laguna Quexil är en sjö i Guatemala.   Den ligger i departementet Petén, i den norra delen av landet, 270 km norr om huvudstaden Guatemala City. Laguna Quexil ligger 195 meter över havet. I omgivningarna runt Laguna Quexil växer i huvudsak städsegrön lövskog.